# Hendrik Jacobus Hamaker
Hendrik Jacobus Hamaker (Hilversum, 16 september 1844 - Utrecht, 2 maart 1911) was een Nederlands jurist. Hij was als hoogleraar verbonden aan de Universiteit Utrecht. 

## Biografie
Hendrik Jacobus Hamaker werd geboren in 1844 in Hilversum als zoon van Hendrik Gerard Hamaker en Cornelia Anna van Vloten. Hij verhuisde in 1845 met zijn familie naar Katwijk. Aldaar werd hij door zijn vader, zus, de gouvernante en een onderwijzer onderwezen. Zijn vader nam het Latijn voor zijn rekening. In 1858 verhuisde de familie wederom. Ditmaal naar Leiden waar Hamaker naar het gymnasium ging. In 1863 voltooide hij het gymnasium en daarna ging hij naar Universiteit Leiden waar hij rechten studeerde. In 1870 promoveerde hij op het proefschrift  De historische school in de staathuishoudkunde. 
Na zijn opleiding werkte hij korte tijd als leraar aan de Leidse HBS en als repetitor. Of hij als advocaat werkzaam is geweest, is onduidelijk. In 1871 trouwde hij met Maria Brooshooft met wie hij twee zoons en twee dochters kreeg. Hij werd in 1877 benoemd tot hoogleraar aan de Rijksuniversiteit Utrecht. De encyclopedie der rechtswetenschap, het handelsrecht en het internationale privaatrecht behoorden aanvankelijk tot zijn tot zijn leeropdracht. Hij aanvaardde het ambt het jaar erop met de rede  Aard en doel van het internationaal privaatrecht. Het handelsrecht lag Hamaker niet goed, ondanks dat hij dit vak als repetitor gegeven had. In 1878 vroeg Jacobus Anthonie Fruin - die voorheen les gaf in het handelsrecht - hem het handelsrecht terug te geven en het procesrecht van hem over te nemen. Dit verzoek honoreerde hij. In 1885 wisselde hij na het overlijden van Fruin het procesrecht om met het burgerlijk recht en na de benoeming van een nieuwe hoogleraar in 1905 van de encyclopedie der rechtswetenschap ontheven. 
Gedurende het collegejaar 1883-1884 vervulde hij de functie van rector magnificus. Hij sprak in die hoedanigheid de rede uit Dogmatische en empirische rechts-beschouwing. Deze rede wordt gezien als de eerste introductie van de rechtssociologie in Nederland en zijn denkbeelden over dit onderwerp werkte hij verder uit in het werk Het recht en de maatschappij dat in 1888 uitgegeven werd. In 1887 maakte hij deel uit van de staatscommissie tot voortzetting van de herziening van het Burgerlijk Wetboek. Hij maakte van 1895 tot 1904 tot deel uit van de redactie van het Weekblad voor privaatrecht, notaris-ambt en registratie (WPNR).
Hamaker overleed op 2 maart 1911 te Utrecht. Hij was hoogleraar tot aan zijn overlijden.

## Publicaties (selectie)
- Over de historische school in de staathuishoudkunde. Leiden 1870
- Het recht en de maatschappij. 1888
- Het negatieve en het positieve stelsel omtrent eigendom van den grond. 1895
- Gevaarlijke hypotheken. 1897
- Maatschap of vereeniging ? 1897
- Een rechtsvraag betreffende het begrip der huwelijksvoorwaarden. 1898
- De afstamming van natuurlijke kinderen naar aanleiding van het ten vorigen jare over dit onderwerp bij de Staten-Generaal ingediende wetsontwerp. 1899
- De aard der legitieme. 1902
- De inkorting van eene beschikking, waarbij een legitimaris boven zijn wettelijk erfdeel werd bevoordeeld. 1902
- Beschouwingen over het bewijsrecht. 1906
- Het rechtsbewustzijn en de rechtsfilosofie. 1907
- Recht, wet en rechter. 1909